# Eugénie Angot
Pour les articles homonymes, voir Angot.

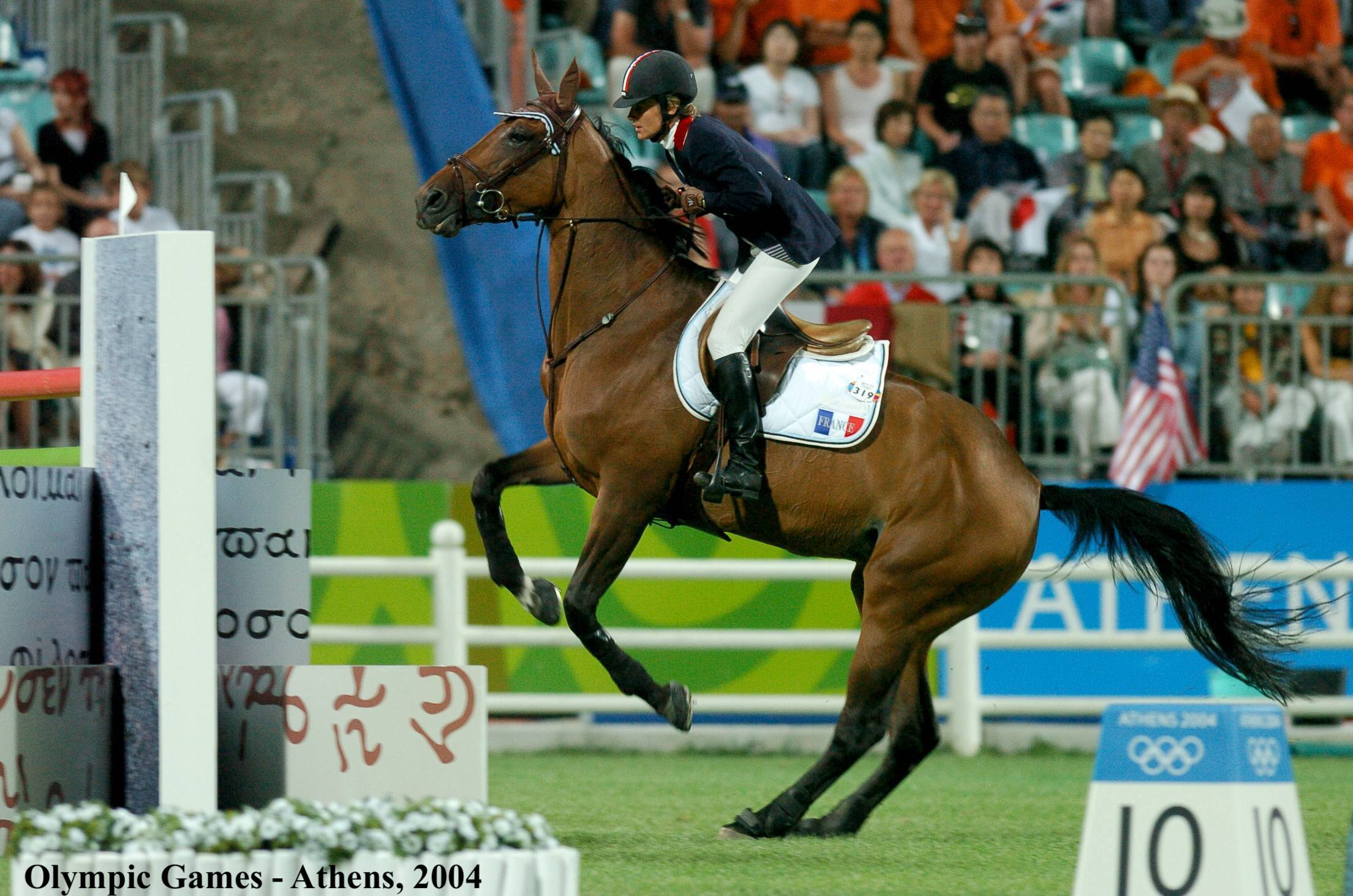
Eugénie Angot et Cigale du Taillis aux Jeux Olympiques d'été d'Athènes (2004)

Eugénie Angot est une cavalière internationale française de concours de saut d'obstacles (CSO), née Eugénie Legrand, le 27 juin 1970 à Boulogne-Billancourt (Hauts-de-Seine).
Membre active de l'équipe de France, elle participe aux Jeux Olympiques d'été de 2004 à Athènes et à ceux de Londres en 2012, en tant que réserviste. Elle est, fin 2006, la meilleure cavalière du monde selon la FEI Ranking List.   
Elle est à ce jour la seule cavalière française à avoir remporté le prestigieux Rolex Grand Prix de Spruce Meadows, Calgary, Canada. 

## Biographie
Eugénie Angot est la fille du compositeur Michel Legrand, artiste français primé par trois fois aux oscars, et la femme de Cédric Angot. Elle a découvert l'équitation à l'âge de six ans, quand son père lui achète un Shetland. Elle construit elle-même ses obstacles avec des chaises et des balais, et son engouement pour ce sport la pousse vers le professionnalisme. Longtemps entraînée par Gilles Bertrán de Balanda, elle reconnaît lui devoir une grande partie de son équitation. À onze ans, elle obtient son premier titre de championne de France en concours complet à poney ; elle est à cette époque entraînée par Michel Pommaret. 
Eugénie Angot est mère de deux enfants, Camille d'un précédent mariage et Stanislas. Son autre passion est la musique.
En 2004, Eugénie Angot reçoit dans ses écuries l'ancienne monture d'Alexandra Ledermann, Cigale du Taillis, alors âgée de 13 ans. Après de bons classements du couple fin 2003 lors du CHI 5* de Genève, Eugénie est sélectionnée pour participer au CSI5* coupe du monde (W) de Vigo, en février 2004. C'est là, en remportant cette étape importante du circuit, qu’Eugénie marque son début de carrière. Par la suite, en se classant dans de nombreux autres Grands prix internationaux, Eugénie Angot accède à la finale du circuit (Milan) où elle termine 4e derrière Bruno Brouqsault, seul Français de l'Histoire à avoir réalisé cette performance. Peu de temps après, Cigale remporte de nouveau un mythique Grand Prix, puisque c'est à Rome, en mai 2004, qu'elle s'impose dans la deuxième étape de la Coupe des nations Samsung Super League. À la suite de cela, elle est sélectionnée pour participer aux Jeux olympiques d'Athènes en compagnie de son beau-frère Florian Angot. Éliminé lors de la compétition par équipe à la suite de la blessure de deux couples, Florian Angot termine 40e sur First de Launay alors que sa belle-sœur Eugénie Angot prend la 36e place avec 16 points sur Cigale du Taillis.
En janvier 2005, Eugénie Angot reprend les concours avec Cigale, après un long moment de retraite hivernale pour la jument.  
En décembre, la cavalière remporte le GP CSI5*W  de l'Olympia à Londres mais Cigale est une nouvelle fois mise en arrêt pour causes vétérinaires et ne reprend les concours qu'en juillet 2006.
C'est le 6 septembre de cette même année qu’elle remporte le CSIO5* de Calgary (Spruce Meadows), au Canada. Cette étape du circuit FEI Nations Cup est alors la plus dotée au monde, échelonnant sur l'ensemble des épreuves près de cinq millions de dollars USD. Ce mythique Grand Prix reste, encore aujourd'hui, un des plus prestigieux du monde. Avec Aix-la-Chappelle et Genève, ils forment tous trois le Rolex Grand Slam of Showjumping.    
Elle remporte un nouveau Grand Prix CSI5*W (Helsinki), en novembre 2007.  
De 2004 à juin 2005, Cigale du Taillis et Eugénie Angot sont restées toutes deux classées meilleur couple au monde en nombre de classements/épreuves courues. Cigale du Taillis fait ses adieux à la scène internationale à l'âge de 17 ans, un record pour l'époque, lors du GCT de Valkenswaard (Netherlands) en 2007. C'est à ce moment-là que la seconde jument, Illostra Dark, prend la place de cheval de tête de la cavalière. Le couple se classe très régulièrement en circuit Coupe du Monde comme à Paris-Bercy, où il termine second du Grand Prix en décembre. Cigale du Taillis meurt le 21 août 2008 à l'âge de dix-huit ans chez son nouveau propriétaire M. Schumacher au Haras des Brimbelles où elle était poulinière.  
En 2008 un jeu vidéo d'équitation à son effigie est commercialisé, Eugénie Angot : Championne d'Équitation, sur Nintendo DS.   
En février 2008, la monture se blesse lors du Jumping de Bordeaux et Eugénie Angot perd sa place de leader. Il faut attendre mai 2010, pour qu’elle se voie confier l'étalon de 9 ans Old Chap Tame avec lequel elle renoue avec le plus haut niveau. Elle remporte notamment la coupe des Nations du CSIO 5* d'Aix La Chapelle en juillet 2012 et participe avec l'équipe de France aux championnats d'Europe d'Herning en 2013. Elle est réserviste aux Jeux olympiques d'été de Londres.  

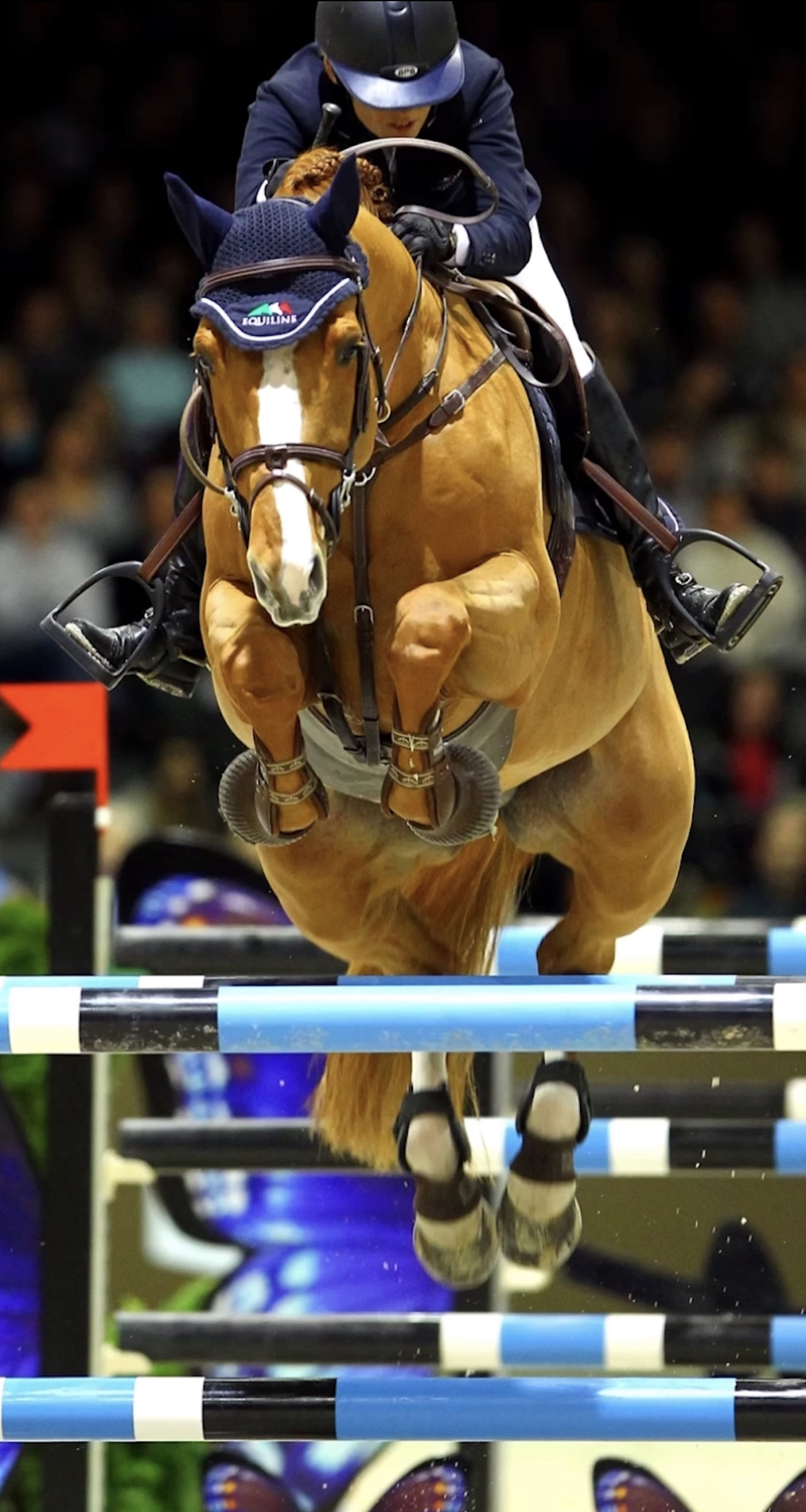
Eugénie Angot et Old Chap Tame au CSI5*W de Vérone (2012)

En 2011, le réalisateur Jean-Baptiste Bertrand réalise un documentaire qu'il présente ainsi : Eugénie Angot, cavalière française de CSO à la notoriété internationale, dotée d'une grande sensibilité et d'un mental combatif propose une équitation légère et efficace, tout en s'adaptant à la personnalité de chaque cheval. Simple et directe, la cavalière Eugénie Angot confie les axes majeurs de son travail ainsi que les astuces apprises aux côtés des grands sportifs que sont les chevaux de compétition. 
En 2014, une nouvelle monture vient étoffer le piquet de la française. Davendy'S, nouvelle jument achetée en Belgique se classe elle aussi en Grand Prix CSI5*, comme à Equita Lyon lors de la finale Coupe du monde de 2014. Les deux chevaux seront finalement vendus en fin d'année, dont la jument, qui quitte l'écurie francilienne pour rejoindre celle de Jessica Springsteen outre Atlantique. 
C'est  son mari, Cédric Angot, qui est présent sur ce circuit de niveau international avec Rubis de Preuilly (cheval sur la liste JO/JEM 2016-2018).
Eugénie Angot est la propriétaire de Calgary Tame, hongre de 12 ans, produit d'Old Chap Tame et de Davendy'S. Elle le confie pour le haut niveau à la cavalière américaine Laura Kraut. 

## Vie privée
Eugénie Angot est la fille du compositeur multi-oscarisé Michel Legrand. Elle a grandi à Paris 16ème arrondissement. 
Elle est l'ex-femme du cavalier français Patrice Delaveau (triple vice-champion du monde) avec qui elle a eu une fille, Camille Delaveau. 
Celle-ci, désireuse d'évoluer dans les traces de ses parents, intègre très jeune l'équipe de France de saut d'obstacles, à poney puis à cheval. Elle est sacrée vice-championne d'Europe Jeunes Cavaliers en 2012 en selle sur Lothian des Layettes. 
Depuis 1999, Eugénie Angot est la femme du cavalier français Cédric Angot. 

## Jeux Olympiques d'Athènes
Eugénie et Cigale du Taillis participent en 2004 aux Jeux Olympiques d'Athènes. 
L'équipe de France est alors composée de ténors (Eric Navet et Dollar du Murier, Bruno Broucqsault et Dilemme de Cèphe, Florian Angot et First de Launey et Eugénie Angot et Cigale du Taillis) mais essuie de grosses déconvenues lors de l'épreuve par équipe. 
Blessé, Dilemme de Cèphe ne retrouvera plus les terrains de compétition. 
La qualité des sols est décriée, deux chevaux ayant dû être euthanasiés lors des épreuves équestres. 

## Palmarès
Parmi ses titres, les plus connus sont :
- 1991 : Championne de France des cavalières à Fontainebleau en France avec Bokilly ;
- 1996 : Vainqueur du Critérium Seniors à Fontainebleau en France avec Kyle Boy ;
- 2004 : Gagnante du GP CSI 5*W de Vigo en Espagne avec Cigale du Taillis ;
- 2004 : Gagnante du GP CSIO5* de Rome en Italie avec Cigale du Taillis ;
- 2004 : Gagnante de la Coupe des Nations de Rotterdam aux Pays-Bas avec Cigale du Taillis ;
- 2004 : 4e de la finale de la Finale Coupe du monde de Milan en Italie avec Cigale du Taillis ;

-   -     - Membre de l'équipe de France aux Jeux olympiques d'Athènes en Grèce avec Cigale du Taillis;
    - Membre de l'équipe de France vainqueur de la Samsung Super League à Barcelone avec Cigale du Taillis ;

- 2005 : Gagnante du GP CSI5*W  de Londres au Royaume-Uni avec Cigale du Taillis ;
- 2005 : Vainqueur de la Coupe des Nations de St Gallen en Suisse avec Cigale du Taillis ;
- 2005 : Gagnante du GP CSI5* de la Corùna en Espagne avec Cigale du Taillis ;
- 2005 : Compétitrice lors de la Finale Coupe du monde de Las Vegas avec Cigale du Taillis ;
- 2006 : Gagnante du Grand Prix CSIO5* de Calgary au Canada avec Cigale du Taillis ;
- 2007 : Gagnante du GP CSI5* W d' Helsinki en Finlande avec Cigale du Taillis ;
- 2008 : 2sd du GP CSI5*W de Paris Bercy avec Ilostra Dark ;
- 2008 : Compétitrice lors de la finale de la Finale Coupe du monde de Göteborg de Jumping avec Ilostra Dark ;
- 2012 : Vainqueur de la Coupe des Nations d'Aix la Chapelle en Allemagne avec Old Chap Tame ;
- Eugénie Angot et Old Chap Tame lors de leur victoire dans la Coupe des Nations d'Aix-la-Chapelle en 2012

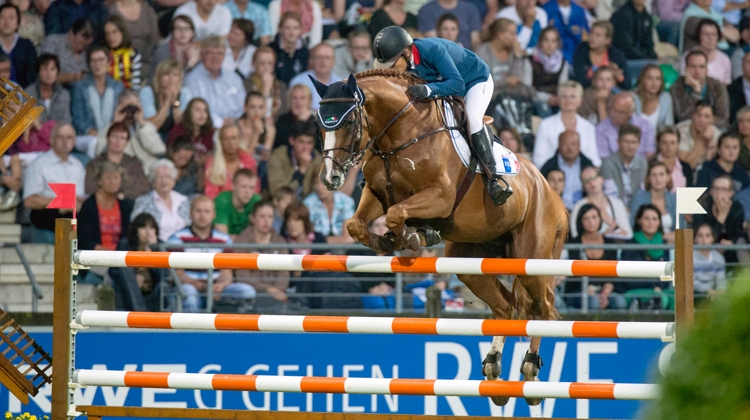
Eugénie Angot et Old Chap Tame lors de leur victoire dans la Coupe des Nations d'Aix-la-Chapelle en 2012

- 2012 : 2e de la Coupe des Nations du CSIO5* d'Hickstead au Royaume-Uni avec Old Chap Tame ;
- 2012 : Réserviste aux Jeux Olympiques de Londres avec Old Chap Tame ;
- 2013 : Membre de l’équipe de France aux Championnats d'Europe d'Herning au Danemark avec Old Chap Tame ;
- 2013 : Vainqueur de la Finale de la Samsung Super-league à Barcelone (CSIO5*) en Espagne avec Old Chap Tame ;
- 2013 : Vainqueur du GP CSIO5* de Barcelone en Espagne avec Davendy'S ;
- 2013 : 3e du GCT CSI5* de Madrid en Espagne avec Davendy'S ;
- 2014 : 3e du GP CSI5*W d'Equita Lyon en France avec Davendy'S ;